# Ciaracio, Harghita
Ciaracio (maghiară Csaracsó) este un sat în comuna Ciceu din județul Harghita, Transilvania, România.
 Acest articol despre o localitate din județul Harghita este deocamdată un ciot. Puteți ajuta Wikipedia prin completarea lui.